# Szabina Gercsák
Szabina Gercsák (9 de julio de 1996) es una deportista húngara que compite en judo. Ganó una medalla de bronce en el Campeonato Europeo de Judo de 2016, en la categoría de –70 kg.

## Palmarés internacional
| Campeonato Europeo | Campeonato Europeo | Campeonato Europeo | Campeonato Europeo |
| Año                | Lugar              | Medalla            | Categoría          |
| ------------------ | ------------------ | ------------------ | ------------------ |
| 2016               | Kazán (Rusia)      | Medalla de bronce  | –70 kg             |